# Cucciago
Cucciago (lombardul: Cusciagh) település Olaszországban, Lombardia régióban, Como megyében. Lakosainak száma 3446 fő (2023. január 1.). Cucciago Cantù, Casnate con Bernate, Fino Mornasco, Senna Comasco és Vertemate con Minoprio községekkel határos.

## Népesség
A település lakossága az elmúlt években az alábbi módon változott:
| Lakosok száma | 3405 | 3393 | 3446 |
|               | 2017 | 2018 | 2023 |